# Ботта, Карло

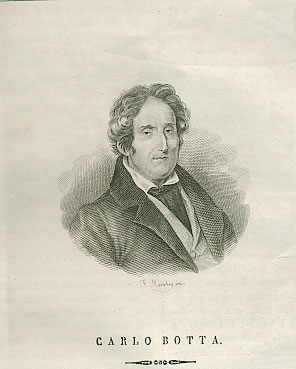
Карло Ботта

Карло Джузеппе Ботта (итал. Carlo Giuseppe Botta; 6 ноября 1766, Сан-Джорджо-Канавезе, Пьемонт, Италия — 10 августа 1837, Париж) — итальянский историк, поэт, писатель, музыкальный критик и политический деятель.

## Биография

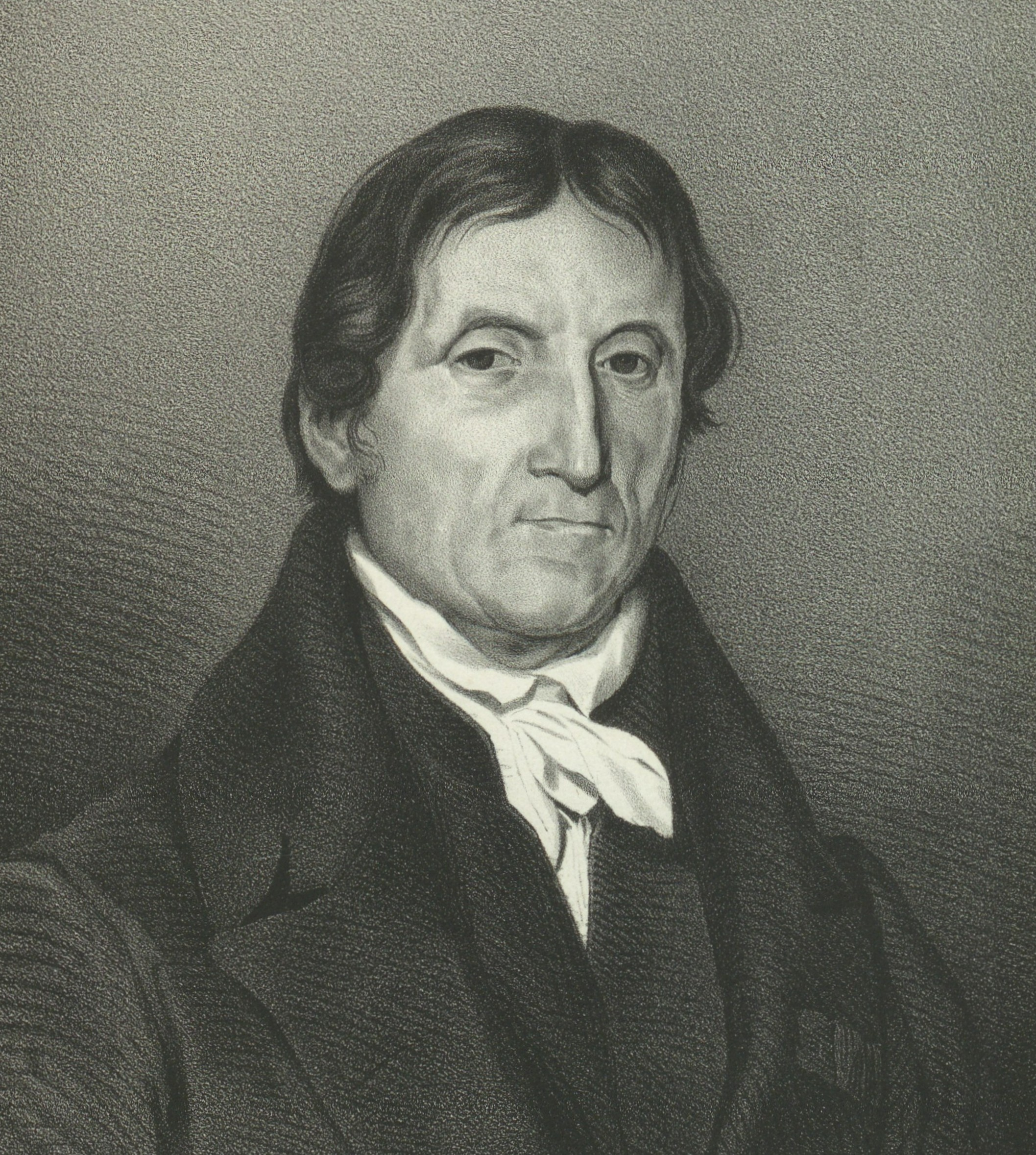
Ботта, Карло

Изучал медицину в Туринском университете. Благодаря талантам, уже в двадцать лет получил степень доктора наук.
Преследуемый за свои политические взгляды во время Великой французской революции, на один год был заключен в тюрьму и после освобождения в 1795 году уехал из Италии во Францию, где сначала был военным врачом во французской армии. В составе французской армии участвовал в экспедиции на о. Корфу.
В 1799 году стал членом временного правительства в Пьемонте, образовав так называемый Триумвират трёх Карло (Triumvirato de’tre Carli) вместе с Карло де Босси и Карло Джулио. Позже — член пьемонтского Consulta, a после присоединения Пьемонта к Франции — член законодательного корпуса, где навлек на себя немилость Наполеона (которого вначале поддерживал) своей оппозицией правительственным мерам.
Во время Ста дней он был ректором Академии в Нанси, а после реставрации — ректором Руанской академии — должность, от которой он вскоре отказался.
Вернуться на родину в Италию ему удалось только после вступления на престол Карла Альберта.
Отец дипломата и археолога Поля-Эмиля Ботта (1802—1870).

## Научная и творческая деятельность
К. Ботта известен, главным образом, своими фундаментальными историческими трудами:
- «История Италии с 1789 по 1814» («Storia d’Italia dal 1789 al 1814», 1824 (8 тт.),
- «История Италии, продолжение истории Италии Гвиччардини до 1789 г.» («Storia d’Italia in continuazione al Guicciardini», 10 тт.)
- «История народов Италии» (3 тт.)

А также книгами путешествий. Менее значительна его поэма в 12 песнях «Камилл, или Покоренный Вейо» («Il Camillo o Veio conquistato», 1816).

## Избранные произведения
- Storia naturale e medica deli Isola di Corfu (1798) ;
- Souvenirs d’un voyage en Dalmatie (1802) ;
- Storia della guerra dell’Independenza d’America (1809) и др.